# Give Me Peace on Earth
«Give Me Peace On Earth» — второй сингл с четвёртого альбома In the Middle of Nowhere немецкой диско-группы Modern Talking. Темой песни был выбран призыв к миру на всей Земле ради спокойной жизни будущих поколений. Сингл успешно вошёл в топ-чарты разных стран. Он достиг 15 места в Бельгии, 28 места в Австрии, 28 места в Южной Америке и 29 места в Германии, а также занял 69 место в топе синглов Европы. Новая версия песни в 1998 году вошла в седьмой альбом группы Back For Good.

## Чарты
| Чарты (1987)                      | Позиция в чарте |
| --------------------------------- | --------------- |
| Австрия (Ö3 Austria Top 40)       | 28              |
| Бельгия/Фландрия (Ultratop 50)    | 15              |
| Europe (European Hot 100 Singles) | 69              |
| South Africa (Springbok Radio)    | 28              |
| ФРГ (Offizielle Top 100)          | 29              |